# Standby Force High Readiness Brigade
SHIRBRIG (polni naziv Standby High Readiness Brigade) je mednarodna brigada, ki deluje pod okriljem Organizacije združenih narodov z namenom posredovati na kriznih žariščih.

## Zgodovina
Leta 1994 je Danska pričela predstavljati idejo, da bi v okviru Organizacije združenih narodov ustanovili več enot brigadne velikosti, ki bi jih sestavljale manjše enote držav članic OZN, ki bi bile enakovredno izurjene, opremljene, oborožene in zmožne sodelovati med seboj; le-te brigade bi bile po aktiviranju pod poveljstvom Varnostnega sveta OZN in bi delovale na kriznih žariščih v okviru mednarodne mirovne operacije.
Naslednje leto so se tej ponudi pridružile Argentina, Avstrija, Češka, Irska, Kanada, Nizozemska, Norveška, Nova Zelandija, Poljska in Švedska. Leta 1996 so te države ustanovile delovno skupino, ki je pripravila potrebne pravne in tehnične dokumente. 
15. decembra istega leta je brigada začela tudi uradno delovati; večina članic pobude je podpisala dokumente o sodelovanju. Leta 1997 je takratni generalni sekretar OZN Kofi Annan uradno oznanil delovanje Načrtovalnega oddelka. 
Leta 1999 je SHIRBRIG oznanila, da je dosegla operativni status in da lahko prične delovati v mirovnih operacijah januarja 2000. Novembra 2000 je brigada odposlala del sestave (štab, štabna četa in pehotni bataljon), da sodeluje v UNMEE; s te misije se je umaknila maja 2001.
Januarja 2002 je SHIRBRIG ponovna dosegla operativno raven in pripravljenost za takojšnje delovanje. Med septembrom in oktobrom 2003 je 20 pripadnikov brigade sodelovalo v misiji UNMIL.
Naslednje misija je bila UNAMIS, ko je brigada odposlala 14 pripadnov, ki so delovali v Sudanu med julijem 2004 in septembrom 2005. Med aprilom in decembrom 2005 je v Sudanu delovala tudi druga misija UNMIS, v kateri je brigada sodelovala s štabom in prištabnimi enotami.
30. junija 2009 je brigada prenehala delovati.

## Članstvo

### Splošno
Da država postane polnopravna članica, mora podpisati naslednje dokumente:
- Pismo o nameri (Letter of Intent, LOI),
- Memorandum o razumevanju Usmerjevalnega komiteja (Memorandum of Understanding for the Steering Committee, MOU/SC)
- Memorandum o razumevanju sodelovanja enot v SHIRBRIG brigadnih enotah (Memorandum of Understanding for the contribution of units to the SHIRBRIG Force Pool, MOU/SB)
- Memorandum o razumevanju sodelovanja v Načrtovalnem elementu (Memorandum of Understanding for participating in the Planning Element; MOU/PLANELM)

Nekatere države so podpisale le nekatere dokumente z namero doseči polnopravni status v prihodnosti.

### Članice
Polnopravne članice
- Avstrija (1996)
- Danska (1996)
- Italija
- Kanada (1996)
- Nizozemska (1996)
- Norveška (1996)
- Poljska (1996)
- Romunija
- Španija
- Švedska (1996)

LOI, MOU/SC, MOU/SB
- Finska
- Litva
- Slovenija

LOI, MOU/SC
- Irska

LOI/SC
- Portugalska

Bivše članice
- Argentina[6]

### Države opazovalke
- Češka
- Čile
- Hrvaška
- Madžarska[7]
- Jordanija
- Senegal

## Organizacija
- Predsedništvo (Presidency)
- Poveljstvo

- Usmerjevalni komite (Steering Committee)
- Načrtovalni element (Planning Element)

- Brigadne enote

- Štabna četa  
- Pehotni bataljon      
- Izvidniška četa  
- Inženirski bataljon   
- Transportna četa  
- Medicinski bataljon  
- Helikopterska eskadrilja   
- Četa vojaške policije    

## Poveljstvo
Predsednik
- General de división (upok.) José Antonio Segura Fernández

Poveljniki
- Brigadegeneral Finn Særmark-Thomsen  (1997–1999)
- Brigade - generaal Patrick C. Cammaert  (1999–2001)
- Brigadgeneral Sten Edholm  (2001–2003)
- Brigadier-General Gregory B. Mitchell  (2003–23. junij 2006)
- Generał brygady Franciszek Kochanowski  (23. junij 2006–2008)
- Brigadegeneral Torben Lund  (2008– 2009)
- Generalmajor Moesgaard  (2009)

Načelniki štaba
- Kolonel Willem van Dullemen  (2005–2006)